# Milton Reyes
Milton Reyes (Yoro, 2 de maio de 1974) é um ex-futebolista hondurenho que atuava como defensor.

## Carreira
Milton Reyes integrou a Seleção Hondurenha de Futebol na Copa América de 2001.

## Títulos
Seleção Hondurenha
- Copa América de 2001: 3º Lugar